# Cataloipus cognatus
Espèce
Synonymes
- Heteracris cognata F. Walker, 1870
- Heteracris elegans F. Walker, 1870

Cataloipus cognatus est un genre d'insectes orthoptères caelifères de la famille des Acrididae et de la sous-famille des Eyprepocnemidinae.
Elle est trouvée en Asie (Inde, Pakistan) et en Afrique (Mozambique, Zimbabwe, Afrique du Sud).